# Międzynarodowa Nagroda im. Witolda Pileckiego
Międzynarodowa Nagroda im. Witolda Pileckiego – nagroda literacka za książkę dotyczącą polskiej konfrontacji z XX-wiecznymi totalitaryzmami oraz książkę relacjonującą sytuację z miejsc ogarniętych konfliktami zbrojnymi lub szczególnego zagrożenia dla godności człowieka. Fundatorem nagrody jest Instytut Pileckiego, a jej partnerem Państwowe Muzeum Auschwitz-Birkenau.

## Historia i forma nagrody
Nagrodę zainaugurowano w 2021 w związku ze 120. rocznicą urodzin Witolda Pileckiego, w porozumieniu z jego rodziną. Jej przyznawanie ma w zamierzeniu organizatorów służyć promowaniu twórczości pisarskiej, która podtrzymuje wiarę w fundamentalne wartości: godność człowieka, dążenie do prawdy, gotowość do poświęceń, solidarność z prześladowanymi. Jednocześnie ma „podkreślać rolę uniwersalnego przesłania, które płynie z doświadczenia dwóch totalitaryzmów w XX wieku”, symbolizowanego przez postać rotmistrza Pileckiego. Nagroda jest przyznawana za książki napisane w języku polskim lub angielskim. W pierwszej edycji laureaci otrzymali nagrodę finansową w wysokości 75 tys. zł oraz okolicznościową statuetkę autorstwa Zofii Strumiłło-Sukiennik. Od drugiej edycji laureaci otrzymują 40 tys. zł oraz statuetkę; wprowadzono także kategorię wyróżnionych, którzy otrzymują 15 tys. złotych.

## Kategorie nagrody
1) Naukowa książka historyczna – „dla najlepszej monografii lub syntezy na temat polskiego doświadczenia konfrontacji z dwoma totalitaryzmami w XX wieku”. 
2) Reportaż historyczny – w tej kategorii uwzględniane są m.in. klasyczne reportaże, biografie, zbiory relacji, wspomnień itp.
3) Nagroda specjalna – nagroda dla korespondentów wojennych, których książka rzetelnie przedstawia „przebieg współczesnych konfliktów zbrojnych lub zdaje relację z miejsc szczególnego zagrożenia dla godności człowieka”. W drugiej edycji nagroda była dedykowana książkom dotyczącym „trwającej od 2014 agresji Rosji na Ukrainę lub protestów po sfałszowanych w 2020 roku wyborach na Białorusi i związanych z nimi represji”. 

## Kapituła
W skład kapituły wchodzą Łukasz Adamski (od 2022), Richard Butterwick-Pawlikowski, Marek Cichocki, Piotr Cywiński (przewodniczący), Jack Fairweather, Magdalena Gawin (od 2022), Patrycja Grzebyk, Marek Kornat, Krzysztof Kosior (prawnuk Witolda Pileckiego), Wojciech Stanisławski i Claudia Weber.

## Laureaci, wyróżnieni i pozostali nominowani

### 2021
| Autor            | Kategoria                   | Tytuł książki                                                                | Wydawnictwo              | Uwagi                |
| ---------------- | --------------------------- | ---------------------------------------------------------------------------- | ------------------------ | -------------------- |
| Eliyana R. Adler | naukowa książka historyczna | Survival on the Margins: Polish Jewish Refugees in the Wartime Soviet Union, | Harvard University Press | nie przyjęła nagrody |
| Filip Gańczak    | reportaż historyczny        | Jan Sehn Tropiciel nazistów                                                  | Wydawnictwo Czarne       |                      |
| Christina Lamb   | nagroda specjalna           | Our Bodies, Their Battlefield: What War Does to Women                        | William Collins          |                      |

| Autor                           | Kategoria                   | Tytuł książki                                                            | Wydawnictwo                                                |
| ------------------------------- | --------------------------- | ------------------------------------------------------------------------ | ---------------------------------------------------------- |
| Andrzej Chwalba                 | naukowa książka historyczna | Przegrane zwycięstwo. Wojna polsko-bolszewicka 1918-1920                 | Wydawnictwo Czarne                                         |
| Tomasz Kurpierz                 | naukowa książka historyczna | Henryk Sławik 1894-1944. Biografia socjalisty                            | Instytut Pamięci Narodowej                                 |
| Molly Pucci                     | naukowa książka historyczna | Security Empire: The Secret Police in Communist Eastern Europe           | Yale University Press                                      |
| Paweł Skibiński                 | naukowa książka historyczna | Odnowa tej ziemi. I Pielgrzymka Jana Pawła II do Polski, czerwiec 1979   | Centrum Myśli Jana Pawła II, Państwowy Instytut Wydawniczy |
| Ewa K. Czaczkowska              | reportaż historyczny        | Prymas Wyszyński. Wiara, nadzieja, miłość                                | Wydawnictwo Znak                                           |
| Dorota Karaś i Marek Sterlingow | reportaż historyczny        | Walentynowicz. Anna szuka raju                                           | Wydawnictwo Znak                                           |
| Beata Majchrowska               | reportaż historyczny        | Więcej niż Enigma. Historia Antoniego Pallutha                           | Klinika Języka                                             |
| Zbigniew Rokita                 | reportaż historyczny        | Kajś. Opowieść o Górnym Śląsku                                           | Wydawnictwo Czarne                                         |
| Carmela S. Fonbuena             | nagroda specjalna           | Marawi Siege. Stories from the Front Lines                               | Journalism for Nation Building Foundation                  |
| Carlos Sardiña Galache          | nagroda specjalna           | The Burmese Labyrinth: A History of Rohingya Tragedy                     | Verso                                                      |
| Myra MacDonald                  | nagroda specjalna           | White as the Shroud. India, Pakistan and War on the Frontiers of Kashmir | Hurst & Company                                            |
| Danielle Vella                  | nagroda specjalna           | Dying to Live: Stories from Refugees on the Road to Freedom              | Rowman & Littlefield                                       |

Nagrodę specjalną przyznano „za książkę, która rzetelnie informuje o przebiegu współczesnych konfliktów zbrojnych lub zdaje relację z miejsc szczególnego zagrożenia dla godności człowieka”.

### 2022
| Autor              | Kategoria                   | Tytuł książki                                                                                      | Wydawnictwo                                           |
| ------------------ | --------------------------- | -------------------------------------------------------------------------------------------------- | ----------------------------------------------------- |
| Joanna Lubecka     | naukowa książka historyczna | Niemiecki zbrodniarz przed polskim sądem. Krakowskie procesy przed Najwyższym Trybunałem Narodowym | Instytut Pamięci Narodowej, Ośrodek Myśli Politycznej |
| Andrzej Brzeziecki | reportaż historyczny        | Wielka gra majora Żychonia. As wywiadu kontra Rzesza                                               | Wydawnictwo Literackie                                |
| Tomáš Forró        | nagroda specjalna           | Apartament w hotelu Wojna. Reportaż z Donbasu                                                      | Wydawnictwo Czarne                                    |

| Autor                             | Kategoria                   | Tytuł książki | Wydawnictwo                            |
| --------------------------------- | --------------------------- | --- | -------------------------------------- |
| Jacek Tebinka i Anna Zapalec      | naukowa książka historyczna | Polska w brytyjskiej strategii wspierania ruchu oporu. Historia Sekcji Polskiej Kierownictwa Operacji Specjalnych (SOE) | Wydawnictwo Neriton                    |
| Anna Wylegała                     | naukowa książka historyczna | Był dwór, nie ma dworu. Reforma rolna w Polsce                                                                          | Wydawnictwo Czarne                     |
| Krzysztof Mordyński               | reportaż historyczny        | Sny o Warszawie. Wizje przebudowy miasta 1945-1952                                                                      | Prószyński i S-ka                      |
| Jane Rogoyska                     | reportaż historyczny        | Surviving Katyń - Stalin’s Polish Massacre and the Search for Truth                                                     | Oneworld Publications                  |
| Stanisław Asiejew                 | nagroda specjalna           | The Torture Camp on Paradise Street                                                                                     | The Old Lion Publishing House          |
| Joanna Getka i Jolanta Darczewska | nagroda specjalna           | Na drodze do wolności. Białoruska partyzantka kulturowa w przestrzeni publicznej i Internecie                           | Wydawnictwa Uniwersytetu Warszawskiego |

| Autor              | Kategoria                   | Tytuł książki                                                                                | Wydawnictwo                    |
| ------------------ | --------------------------- | -------------------------------------------------------------------------------------------- | ------------------------------ |
| Grzegorz Berendt   | naukowa książka historyczna | Bronna Góra 1942 roku. Miejsce zagłady natychmiastowej na Polesiu                            | Muzeum II Wojny Światowej      |
| Grzegorz Majchrzak | naukowa książka historyczna | Rozpracowanie organów kierowniczych NSZZ "Solidarność" przez Służbę Bezpieczeństwa 1980-1982 | Instytut Pamięci Narodowej     |
| Magda Łucyan       | reportaż historyczny        | Dzieci getta. Ostatni świadkowie Zagłady                                                     | Znak Horyzont                  |
| Tomasz Słomczyński | reportaż historyczny        | Kaszëbë                                                                                      | Wydawnictwo Czarne             |
| Wojciech Mucha     | nagroda specjalna           | Krew i ziemia. O ukraińskiej rewolucji                                                       | Wydawnictwo Fronda             |
| Paweł Pieniążek    | nagroda specjalna           | Greetings From Novorossiya: Eyewitness to the War in Ukraine                                 | University of Pittsburgh Press |

Nagroda specjalna przyznana „za książkę na temat trwającej od 2014 roku agresji Rosji na Ukrainę lub trwających od 2020 roku protestów na Białorusi i związanych z nimi represji”.

### 2023
| Autor                     | Kategoria                   | Tytuł książki                                                                                    | Wydawnictwo                   |
| ------------------------- | --------------------------- | ------------------------------------------------------------------------------------------------ | ----------------------------- |
| Agnieszka Witkowska-Krych | naukowa książka historyczna | Dziecko wobec Zagłady. Instytucjonalna opieka nad sierotami w getcie warszawskim                 | Żydowski Instytut Historyczny |
| Bartłomiej Noszczak       | reportaż historyczny        | Orient zesłańców. Bliski Wschód w oczach Polaków ewakuowanych ze Związku Sowieckiego (1942–1945) | Instytut Pamięci Narodowej    |
| Zbigniew Parafianowicz    | nagroda specjalna           | Śniadanie pachnie trupem. Ukraina na wojnie                                                      | Mando                         |

| Autor                | Kategoria                   | Tytuł książki                                                      | Wydawnictwo                |
| -------------------- | --------------------------- | ------------------------------------------------------------------ | -------------------------- |
| Jadwiga Biskupska    | naukowa książka historyczna | Survivors: Warsaw under Nazi Occupation                            | Cambridge University Press |
| Adam Rafał Kaczyński | naukowa książka historyczna | Sowietyzacja Wołynia 1944–1956                                     | Instytut Pamięci Narodowej |
| Tomasz Potkaj        | reportaż historyczny        | Akwarium. Opowieść o Związku Literatów Polskich w PRL-u            | Wydawnictwo Czarne         |
| Paweł Pieniążek      | nagroda specjalna           | Opór. Ukraińcy wobec rosyjskiej inwazji                            | WAB                        |
| Ewa Skalecka         | nagroda specjalna           | You don't know what war is. The Diary of a Young Girl from Ukraine | Union Square               |

| Autor             | Kategoria                   | Tytuł książki                                                                                               | Wydawnictwo                |
| ----------------- | --------------------------- | --- | -------------------------- |
| Artur Ossowski    | naukowa książka historyczna | Dzieci z zielonego autobusu. Z zeznań o niemieckim obozie dla polskich dzieci przy ul. Przemysłowej w Łodzi | Instytut Pamięci Narodowej |
| Piotr Puchalski   | naukowa książka historyczna | Poland in a Colonial World Order. Adjustments and Aspirations 1918-1939                                     | Routledge                  |
| Rafał Łatka       | reportaż historyczny        | Stefan Wyszyński w realiach PRL                                                                             | Instytut De Republica      |
| Wioletta Sawicka  | reportaż historyczny        | Wilcze Dzieci. Dziecko wobec wojny jest zawsze ofiarą, niezależnie po której stronie frontu się urodziło    | Prószyński Media           |
| Błażej Torański   | reportaż historyczny        | Kat polskich dzieci. Opowieść o Eugenii Pol                                                                 | Prószyński Media           |
| Jakub Maciejewski | nagroda specjalna           | Wojna. Reportaż z Ukrainy                                                                                   | Biały Kruk                 |
| Serhij Żadan      | nagroda specjalna           | Sky Above Kharkiv: Dispatches from the Ukrainian Front                                                      | Yale University Press      |

Nagroda specjalna przyznana „za książkę na temat trwającej od 2014 roku agresji Rosji na Ukrainę lub trwających od 2020 roku protestów na Białorusi i związanych z nimi represji”.

### 2024
| Autor              | Kategoria                   | Tytuł książki                                   | Wydawnictwo                           |
| ------------------ | --------------------------- | ----------------------------------------------- | ------------------------------------- |
| Grzegorz Hryciuk   | naukowa książka historyczna | Przesiedleńcy. Wielka epopeja Polaków 1944-1946 | Wydawnictwo Literackie                |
| Kalina Błażejowska | reportaż historyczny        | Bezduszni. Zapomniana zagłada chorych           | Wydawnictwo Czarne                    |
| Christopher Miller | nagroda specjalna           | The War Came To Us: Life and Death in Ukraine   | Wydawnictwo Bloomsbury Publishing PLC |

| Autor            | Kategoria                   | Tytuł książki | Wydawnictwo                                      |
| ---------------- | --------------------------- | --- | ------------------------------------------------ |
| Łukasz Dryblak   | naukowa książka historyczna | Szermierze wolności i zakładnicy imperium. Emigracyjny dialog polsko-rosyjski w latach 1939–1956. Konfrontacje idei, koncepcji oraz analiz politycznych | Wydawnictwo Instytutu Historii PAN               |
| Katarzyna Nowak  | naukowa książka historyczna | Kingdom of Barracks. Polish Displaced Persons in Allied-Occupied Germany and Austria                                                                    | Wydawnictwo McGill-Queen’s University Press      |
| Olena Stiazhkina | nagroda specjalna           | Ukraine, War, Love: A Donetsk Diary | Wydawnictwo Harvard Ukrainian Research Institute |

| Autor                        | Kategoria                   | Tytuł książki                                                                  | Wydawnictwo                        |
| ---------------------------- | --------------------------- | ------------------------------------------------------------------------------ | ---------------------------------- |
| Henryk Stroński              | naukowa książka historyczna | Marchlewszczyzna 1925-1935. Polski rejon narodowościowy na sowieckiej Ukrainie | Instytut Pamięci Narodowej         |
| Dieter Schenk Witold Kulesza | naukowa książka historyczna | Arthur Greiser. Biografia i proces namiestnika III Rzeszy w Kraju Warty        | Wydawnictwo Uniwersytetu Łódzkiego |
| Mariusz Nowik                | reportaż historyczny        | Krwawe dożynki 1943                                                            | Prószyński i S-ka                  |
| Paweł Brudek                 | reportaż historyczny        | Ukryta przestrzeń. Wojskowe lata warszawskiego Bemowa 1945-1989                | Księży Młyn Dom Wydawniczy         |
| Hanka Grupińska              | reportaż historyczny        | 18 opowieści żydowskich. Tom 2                                                 | Wydawnictwo Wielka Litera          |
| Marta Sawicka-Danielak       | reportaż historyczny        | Ostatni Białystoker                                                            | Wydawnictwo Wielka Litera          |
| Paweł Reszka                 | nagroda specjalna           | Stolik z widokiem na Kreml                                                     | Wydawnictwo Wielka Litera          |

Nagroda specjalna przyznana „za książkę na temat trwającej od 2014 roku agresji Rosji na Ukrainę lub trwających od 2020 roku protestów na Białorusi i związanych z nimi represji”.